# Diocesi di Bure
La diocesi di Bure (in latino Dioecesis Buritana) è una sede soppressa e sede titolare della Chiesa cattolica.

## Storia
Bure, località non identificata con precisione nella regione di Djebel-Gorra in Tunisia, è un'antica sede episcopale della provincia romana dell'Africa Proconsolare, il cui primate era il vescovo di Cartagine.
Di questa diocesi è noto un solo vescovo, il cattolico Donato, episcopus plebis Buritanae, che prese parte alla conferenza di Cartagine del 411, che vide riuniti assieme i vescovi cattolici e donatisti dell'Africa romana; la sede non aveva nessun vescovo donatista.
Dal 1933 Bure è annoverata tra le sedi vescovili titolari della Chiesa cattolica; dal 3 maggio 1976 il vescovo titolare è Dominic Anthony Marconi, già vescovo ausiliare di Newark.

## Cronotassi

### Vescovi
- Donato † (menzionato nel 411)

### Vescovi titolari
- Jacques Teerenstra, C.S.Sp. † (16 marzo 1949 - 14 settembre 1955 nominato vescovo di Doumé)
- Stephen Aloysius Leven † (3 dicembre 1955 - 20 ottobre 1969 nominato vescovo di San Angelo)
- Secondo Tagliabue † (22 agosto 1970 - 6 gennaio 1976 dimesso)
- Dominic Anthony Marconi, dal 3 maggio 1976